# Two Mile Farm
Two Mile Farm  ist ein 68 Acres (27,5 ha) umfassendes Naturschutzgebiet bei der Stadt Marshfield im Bundesstaat Massachusetts der Vereinigten Staaten. Es wird von der Organisation The Trustees of Reservations verwaltet.

## Schutzgebiet
Die namensgebende, ehemalige Farm wurde 1640 von der Familie Hatch gegründet und erhielt ihren Namen von den ihr durch die Stadt Scituate zugestandenen Rechten. Diese erlaubten es der Familie, „auf einem Gebiet 2 Meilen den Fluss entlang und eine halbe Meile landeinwärts auf beiden Seiten“ Schlickgräser (spartina patens) zu ernten. Ein etwa 1 mi (1,6 km) langer Rundweg führt durch Wälder mit Weymouth-Kiefern, vorbei an alten Steinwällen und über ehemalige Karrenpfade. Der durch das Schutzgebiet fließende North River wurde vom Innenministerium der Vereinigten Staaten als National Natural Landmark sowie vom Bundesstaat Massachusetts als Scenic River ausgewiesen.